# Bulbophyllum flavicolor
Bulbophyllum flavicolor är en orkidéart som beskrevs av Johannes Jacobus Smith. Bulbophyllum flavicolor ingår i släktet Bulbophyllum och familjen orkidéer. Inga underarter finns listade i Catalogue of Life.